# Lupin III - All'inseguimento del tesoro di Harimao
Lupin III - All'inseguimento del tesoro di Harimao (ルパン三世 ハリマオの財宝を追え！！?, Rupan Sansei - Harimao no zaiho o oe!!) è il settimo special d'animazione giapponese con protagonista Lupin III, il famoso personaggio creato da Monkey Punch, diretto da Osamu Dezaki, trasmesso per la prima volta in Giappone il 4 agosto 1995, stesso anno dell'uscita nei cinema del film Lupin III - Le profezie di Nostradamus.
In Italia è stato mandato in onda in prima TV il 31 ottobre 1999 su Italia 1 col titolo Chi trova Lupin trova un tesoro, mentre nell'edizione VHS il film assume il titolo Lupin III - Il tesoro di Arimao.

## Trama
Lupin III, insieme a Fujiko, Jigen e Goemon, decide di cercare il tesoro di Harimao, il capo di una famosa banda che durante la Seconda guerra mondiale aveva, nell'immaginario del film, accumulato un tesoro per circa 800 miliardi di dollari. L'unico a conoscere il segreto per trovare questo tesoro è un anziano agente del MI6, sir Archer. Per poter trovare il tesoro però occorrono anche tre statuette, quelle dell'orso, dell'aquila e della scimmia. Lupin riesce nel furto della statuetta dell'orso durante la sequenza iniziale del film.
Sir Archer e sua nipote Diana decidono, in seguito all'esplosione dell'Eurotunnel avvenuta per mano di un'organizzazione neonazista, di cercare le tre statuette e quindi il tesoro per risarcire i danni del disastro alla compagnia assicuratrice, con l'avvocato della Lloyd's assicurazioni, Russel, incaricato della riscossione. Dopo essersi scontrato con sir Archer, Lupin III decide di unirsi a lui e dividere il tesoro, accettando di tenere solo 1/3 del tesoro per sé. Fujiko, presa come assistente da sir Archer, resta fuori dalla missione per ottenere la terza statuetta, quella della scimmia, e indaga su Russel, scoprendo il suo segreto. Russel è in realtà il malvagio leader dell'organizzazione neonazista, un omosessuale misogino che si veste e trucca da donna e che utilizza un chip vocale per rendere la sua voce più femminile e che si fa chiamare Hellmafordite. Questi ha fatto saltare l'euro tunnel per costringere sir Archer alla bancarotta perché si mettesse alla ricerca del tesoro di Harimao e poterlo poi sottrarre. Fujiko, tenendolo sotto minaccia con una pistola, lo convince a lavorare insieme per impossessarsi del tesoro. Fujiko fa inoltre assumere Goemon come supporto mentre Zenigata, sulle tracce di Lupin, ha seguito la donna e scopre i loro piani.
Lupin, Diana, Jigen e sir Archer trovano tutte le statuette e si recano poi al nascondiglio del tesoro, un tempio sommerso dedicato dal dio Indra, riuscendo ad arrivare usando le statuette come chiavi lungo la via per raggiungerlo e scoprire il tesoro: un sottomarino d'oro con decorazioni di platino e pietre preziose, nonché ricolmo di ricchezze di inestimabile valore. Russel, avendoli seguiti, comincia ad attaccare il sottomarino con bombe di profondità per costringerlo all'emersione, dopodiché lui e un manipolo di soldati irrompono al suo interno, ma non prima di aver buttato fuori dal suo elicottero Goemon e Fujiko, non volendo dividere il tesoro con nessun altro. Lupin riesce a colpire Russel al volto, facendogli volare via il modulatore vocale dalla bocca, ma vengono presto tutti circondati dai neonazisti.
A capovolgere la situazione è Fujiko che, consapevole della repulsione di Russel per le donne, lo bacia in bocca, provocandogli un tale disgusto da spingerlo a voler uscire dal sottomarino, venendo però colpito da Goemon e fatto ricadere all'interno. Approfittando della distrazione generale, Lupin, Archer e Jigen iniziano a combattere e mettono k.o. molti soldati, ma Russel spara fatalmente a sir Archer. Jigen disarma il leader neonazista e Lupin picchia Russel fino a fargli perdere i sensi. Zenigata, accorso per catturare Lupin, arresta invece Russel, mentre sir Archer decide di esalare l'ultimo respiro nel sottomarino di Harimao, ormai danneggiato dalle bombe e prossimo ad affondare, portandolo nelle profondità, in modo da proteggerlo da altri ladri. Lupin decide di rispettare le sue ultime volontà e porta Diana fuori insieme al resto della sua banda. Malgrado la grande tristezza per la perdita del nonno, Diana, che ha schiaffeggiato a più riprese Lupin lungo tutta l'avventura, accetta l'invito a cena di Lupin, a lui promesso in caso avessero trovato il tesoro.

## Doppiaggio
| Personaggio          | Doppiatore originale | Doppiatore italiano |
| -------------------- | -------------------- | ------------------- |
| Lupin III            | Kan'ichi Kurita      | Roberto Del Giudice |
| Daisuke Jigen        | Kiyoshi Kobayashi    | Sandro Pellegrini   |
| Fujiko Mine          | Eiko Masuyama        | Alessandra Korompay |
| Goemon Ishikawa      | Makio Inoue          | Enrico Di Troia     |
| Koichi Zenigata      | Gorō Naya            | Rodolfo Bianchi     |
| Diana Archer         | Maya Okamoto         | Ilaria Latini       |
| Sir Archer           | Tadashi Nakamura     | Saverio Moriones    |
| Russel/Hellmafordite | Hirotaka Suzuoki     | Alberto Caneva      |
| Goering              | Masuo Amada          | Pasquale Anselmo    |
| Harimao              | Taiten Kusunoki      | Carlo Scipioni      |

## Edizioni home video

### VHS
La VHS dello special è stata pubblicata da Medusa Video nel 1995 col titolo "Il tesoro di Arimao". Il film viene qui presentato in edizione integrale e con le sigle originali giapponesi (benché quella finale sia diventata strumentale).

### DVD
Il DVD di Lupin III - All'inseguimento del tesoro di Harimao è uscito nel 2004 da Dynamic Italia. Nel 2006 è stato ristampato da Yamato Video.
Oltre al film, la versione Dynamic Italia contiene:
- Extra
  - Schede personaggi
    - Arsenio Lupin III
    - Daisuke Jigen
    - Goemon Ishikawa
    - Fujiko Mine
    - Zenigata
    - Sir Archer
    - Diana
    - Russel
    - Goering

  - Trailer versione italiana All'inseguimento del tesoro di Harimao
  - Crediti DVD
  - Shibumi Visual
- D-Trailers
  - Inuyasha 2ª serie
  - Daltanious
  - Cowboy Bebop
  - Go Nagai's Devil Lady
  - Mao Dante
  - Harlock Saga
  - Kenshin samurai vagabondo - The Movie
  - You're Under Arrest - The Movie
  - Alexander - The Movie
  - Ranma ½
  - Le situazioni di Lui & Lei
  - Gear Fighter Dendoh
  - Blue submarine no. 6
  - Punta al Top! GunBuster
- Lupin Trailer
  - Lupin III: The Movie - Dead or Alive
  - Lupin III - Walther P38
  - Lupin III - Il mistero delle carte di Hemingway
  - Lupin III - Ruba il dizionario di Napoleone!
  - Lupin III - Il segreto del Diamante Penombra

### Blu-ray Disc
In Giappone il film è stato rimasterizzato in alta definizione e venduto in formato Blu-ray Disc all'interno della raccolta LUPIN THE BOX - TV Special BD Collection (LUPIN THE BOX ~ TV スペシャルBDコレクション~?).

## Colonna sonora
La colonna sonora di questo special è stata composta da Yūji Ōno.
Lupin The Third Harimao no zaiho o oe! Original Soundtrack (VAP 01/11/95 VPCG-84270)
1. Rupan Sansei no Theme '89 (THEME FROM LUPIN III '89)
2. Three Bronze Statues
3. Debt Repayment Plan
4. Hourly Wage Samurai
5. Mirunaba Disappears at the Castle
6. Fully Loaded Gunboat
7. Liberal Red Label Party
8. Beautiful Diana
9. Neo Nazis Goering
10. Coquettish
11. Inspection Breaking Maneuvers
12. The Man with Two Faces
13. The Tiger which Loves Me
14. Gold Submarine
15. Two People between Pleasure
16. Sir Archer Near Crisis!
17. Chasing the Shining Moon
18. Dream of Being Good

## Citazioni
Nell'anime sono presenti numerose citazioni ai film di James Bond.